# Пьедра-дель-Агила
Пьедра-дель-Агила (исп. Piedra del Águila, буквально Скала орла) - город в Аргентине, административный центр департамента Кольон-Кура в провинции Неукен.

## История
Город был основан 18 апреля 1897 года.
1. ↑  2022 Argentina census